# Águia de Marabá FC
Águia de Marabá FC is een Braziliaanse voetbalclub uit Marabá in de staat Pará. 

## Geschiedenis
De club werd opgericht in 1982 en werd in 1999 een profclub. In het staatskampioenschap kwam de club al enkele malen dicht bij de titel (2008 en 2010), maar verloor telkens van topclubs Clube do Remo en Paysandu. Van 2008 tot 2015 speelde de club ook in de Campeonato Brasileiro Série C. In 2023 werd de club voor het eerst staatskampioen, het was zelfs nog maar de derde keer sinds 1908 dat een club van buiten Belém de titel kon winnen. 

## Erelijst
Campeonato Paraense
2023